# 沙丘之乱
沙丘之亂，或作沙丘宮變，是指戰國時代趙國的一場兵變。趙主父（趙武靈王）與趙惠文王到沙丘（今河北省邢臺市廣宗縣）遊玩，安陽君公子章趁機發兵攻擊趙惠文王，意圖奪位。公子成和李兌率兵勤王，公子章逃跑，主父原諒並收留公子章。公子成和李兌殺死公子章後，為了卸責，繼續圍困主父，主父因而餓死。

## 簡介
趙武靈王長子公子章，母韓氏，原為太子，因武靈王寵幸吳娃，於是改立吳娃之子公子何為太子。
前299年，趙武靈王攻破中山國都城靈壽，併吞了中山，遷中山王到膚施。武靈王見公子章失位，且侍奉弟弟，又不忍心，一度想將趙國瓜分，由二子各自為王，後為大臣們所阻。最後將之封於代郡（今河北蔚縣），稱安陽君，以田不禮為宰相。
將軍李兑知道公子章不能忍受這樣的屈辱，日後必然謀反，並勸諫宰相肥義自保，肥義雖然知道結果，但仍然決心保護公子何。肥義甚至還說：「如果有人要跟公子何相見的話，一定讓我走在前面。」
前298年，趙武靈王禪讓予趙何，是為趙惠文王，武靈王自稱主父（君主之父）。
前295年主父和惠文王遊於沙丘，公子章與田不禮詐稱主父召見惠文王，打算將他謀殺以奪回王位。肥義懷疑其中有詐，代替惠文王先去，被殺。主父的叔叔赵成和李兌從邯鄲趕來平亂，发四邑之兵，殺田不禮。公子章逃到主父宮中，主父因為自覺虧欠了公子章，加上父子之情，接納了公子章。公子成和李兌率兵包圍主父宮殿，公子章被殺（或者勒令自殺）。
公子成和李兌害怕主父出宮之後，為公子章之死對他們兩人報復，只好繼續圍困主父宮，並對宮中的人說：「不出來，就滅族。」宮中的僕役都逃了出來。主父逃不出來，苦無糧食，把樹上的小鳥都掏來食用，過了三個月左右，在宮中餓死。諡為武靈王。